# Mongoloraphidia medvedevi
Mongoloraphidia medvedevi là một loài côn trùng trong họ Raphidiidae thuộc bộ Raphidioptera. Loài này được U. Aspöck & H. Aspöck miêu tả năm 1990.